# 岡本義住
岡本 義住（おかもと よしずみ）は江戸時代の武士。

## 略歴
下野国塩谷郡泉郷を領していた旗本岡本義政の子として生まれるが、生まれる2年前に父義政は改易されていたため、母方の実家である大田原氏に預けられて成長する。寛文11年（1671年）、久留米藩にお預けとなっていた義政が赦免されて、江戸上野広小路に屋敷を構えると、義住も江戸に上り、父と共に暮らす。
しかし、延宝7年（1679年）5月13日、父義政よりも早く34歳という若さで没する。

## 参考資料
- 岡本氏系譜（下野史談 第八巻掲載）